# История американцев азиатского происхождения
История американцев азиатского происхождения (англ. History of Asian Americans) — это история этнических и расовых групп в США, имеющих азиатское происхождение. Термин «американец азиатского происхождения» (англ. Asian American) был придуман в 1960-х годах для объединения американцев китайского, японского и филиппинского происхождения в стратегических политических целях. Впоследствии к этой категории были добавлены и другие группы азиатского происхождения, такие как корейцы, индийцы и вьетнамцы. Например, многие китайские, японские и филиппинские иммигранты прибывали в США как неквалифицированные рабочие в значительном количестве с 1850 по 1905 годы и в основном селились в Гавайях и Калифорнии. В то же время, вьетнамцы, кхмеры и хмонги прибывали в США в качестве беженцев после окончания войны во Вьетнаме. Эти отдельные истории часто упускают из виду в общепринятых рамках истории американцев азиатского происхождения.
С 1965 года изменение иммиграционных потоков привело к увеличению доли высокообразованных иммигрантов азиатского происхождения, прибывающих в США. Этот образ успеха часто называют мифом об «образцовом меньшинстве».

## Ранняя иммиграция и влияние войн
Иммиграция азиатов в США была обусловлена такими событиями, как Опиумные войны (1839–1842 гг. и 1856–1860 гг.) в Китае, которые привели к экономической нестабильности и социальным потрясениям. Многие китайские рабочие искали возможности за границей, внося вклад в такие отрасли, как строительство железных дорог и горнодобывающая промышленность. Несмотря на их усилия, они сталкивались с серьёзной дискриминацией и политикой исключения, что формировало ранний опыт американцев азиатского происхождения. Наблюдая за конфликтами, с которыми они сталкивались на родине, они решили искать убежище в более безопасных местах.

## Враждебность к иммиграции
Массовое прибытие китайцев в США, в основном на западное побережье, началось в 1850-х и 1860-х годах. Они приезжали для работы на золотых приисках и строительстве железных дорог. Центральная тихоокеанская железная дорога наняла тысячи китайцев, но после завершения строительства в 1869 году они были вытеснены из многих железнодорожных городов в штатах Вайоминг и Невада. Большинство из них обосновались в Китайских кварталах — районах крупных городов, которые полиция часто игнорировала. Китайцев также называли «кули» и было сказано, что они не подходят для того, чтобы стать независимыми вдумчивыми избирателями, из-за того, что ими управляют «тонги». Аналогичное негативное отношение встречалось и к азиатам, мигрировавшим в Мексику и Канаду.
Мужчина по имени Дон Йи Фун описал свой опыт иммиграции из Китая в США в статье «Моё путешествие из Китая в Америку». Он рассказал о том, как такие события, как Акт об исключении китайцев, остров Энджел и расовая дискриминация, повлияли на него во время иммиграции. Дон Йи Фун столкнулся с трудностями при поиске работы из-за своей азиатской внешности, в то время как его белые сверстники легко находили работу. Он переехал в США в 1939 году, когда ему было всего одиннадцать лет, и это произошло примерно в 1951 году.
Люди японского происхождения начали массово прибывать в США в период с 1890 по 1907 годы, многие из них отправлялись в Гавайи (которые оставались независимым государством до 1898 года), а другие — на Западное побережье. На Западном побережье уровень враждебности к японцам был особенно высок. В Гавайях, представлявших собой многокультурное общество, японцы сталкивались с таким же уровнем недоверия, как и другие этнические группы. К 1910 году они стали самой многочисленной группой населения, а после 1950 года взяли под свой контроль политическую власть на Гавайях. Этнические японцы на Западном побережье США были интернированы во время Второй мировой войны, хотя на Гавайях интернированных было значительно меньше, и основным лагерем для них стал лагерь Хоноулиули.

## Историография
Историография азиатского населения в Америке делится на четыре периода. С 1870-х по 1920-е годы происходили ожесточённые дебаты о сокращении иммиграции из Китая и Японии. Дискуссии о «жёлтой опасности» сопровождались решительными защитами иммигрантов, основанными на миссионерских принципах. Исследования, проводившиеся с 1920-х по 1960-е годы, доминировали работы социальных учёных, которые сосредоточились на вопросах ассимиляции и социальной организации, а также на лагерях интернирования во время Второй мировой войны. В 1960–1980-е годы активистский ревизионизм стал характерной чертой историографии. С начала 1980-х годов акцент сместился на человеческий фактор. Только после 1990 года началось значительное количество исследований, проведённых профессиональными историками.

## Хронология
Основные вехи согласно стандартным справочным изданиям и другим источникам включают:

### 16-й век
- 1587: «Лузонцы» (филиппинцы с острова Лусон) прибыли в Морро-Бей (Сан-Луис-Обиспо, Калифорния) на борту галеона «Богоматерь Доброй Надежды» (исп. Nuestra Señora de Buena Esperanza) под командованием испанского капитана Педро де Унамуно в рамках торговли манильских галеонов[9][10].
- 1595: Филиппинские моряки на испанском галеоне «Сан-Августин» (исп. San Agustin) под командованием капитана Себастьяна Родригеса Чермено достигли берегов Пойнт-Рейес, расположенного у входа в залив Сан-Франциско. Судно направлялось в Акапулько, но потерпело крушение в указанном районе[11].

### 17-й век
- 1635: «Ост-индеец» занесен в список в Джеймстауне, штат Виргиния[12].

### 18-й век
- 1763:
  - Объявление о поимке предполагаемого беглого раба, пойманного 20 июля 1763 года, «не похожего на африканских негров», родившегося в Бомбее и хорошо говорящего по-английски[13].
  - Филиппинцы основали небольшое поселение Сент-Мало в болотах Луизианы после побега с испанских кораблей, где подвергались жестокому обращению. Поскольку среди них не было филиппинок, «маниламены» (так их называли) вступали в браки с женщинами из числа каджунов и коренных американцев[14].
- 1768–1794: Документы о трёх беглых рабах индийского происхождения, зарегистрированные в Виргинии и Филадельфии[15].
- 1775–1783:
  - По крайней мере 100 или более американцев азиатского происхождения проживали в Тринадцати колониях в период Американской революции[16].
  - Четыре американца азиатского происхождения, чья деятельность хорошо задокументирована, участвовали в Войне за независимость США: двое сражались на стороне американских повстанцев, а двое — на стороне британцев[16].Несколько малайских моряков сражались на стороне американцев в битве у мыса Фламборо-Хед (1779) во время Войны за независимость США

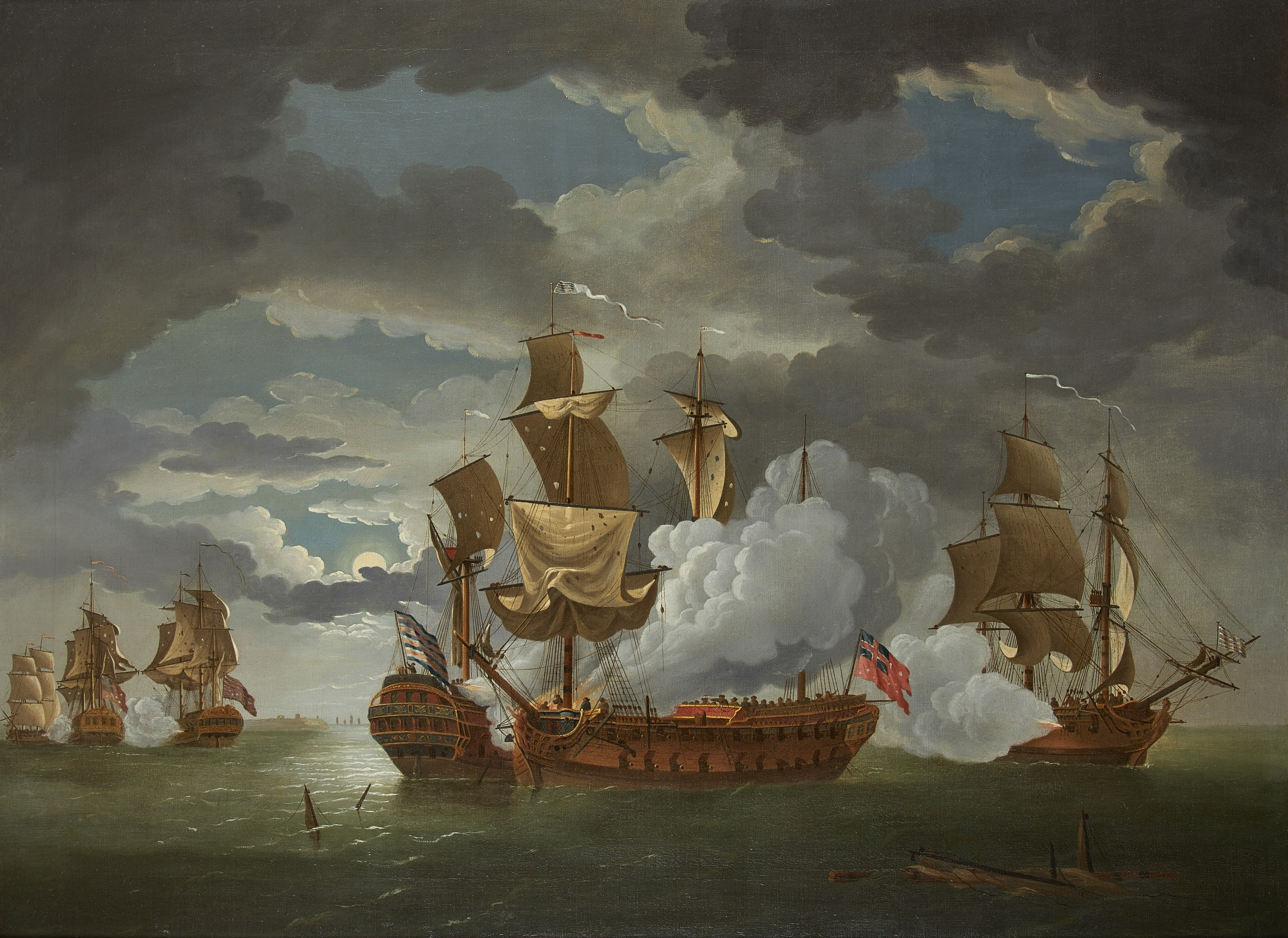
Несколько малайских моряков сражались на стороне американцев в битве у мыса Фламборо-Хед (1779) во время Войны за независимость США

- 1778: Китайские мореплаватели впервые прибыли на Гавайи. Многие из них осели на островах и вступили в браки с гавайскими женщинами[17].
- 1779: Малайцы были перечислены среди множества этнических групп, входивших в состав экипажа американского военного корабля USS Bonhomme Richard во время боя у мыса Фламборо-Хед в Северном море[18].
- 1785: Китайские моряки американского судна достигли Балтимора[19].
- 1798: Надгробие в Бостоне посвящено человеку по имени Чоу Мандарин (англ. Chow Mandarin), 19 лет, родившемуся в Кантоне и погибшему 11 сентября 1798 года при падении с мачты корабля[20].

### 19-й век
- 1815: Филиппинцы, работавшие в Луизиане ловцами креветок и контрабандистами, служили в американских войсках под командованием генерала Эндрю Джексона в ходе войны 1812 года. Они также участвовали в Битве за Новый Орлеан в качестве артиллеристов.
- 1820-е: Китайцы, в основном торговцы, моряки и студенты, начинают иммигрировать в США через морскую торговлю между Китаем и США.
- 1829: Известные сиамские близнецы Чанг и Энг Банкеры, родившиеся в Сиаме (современный Таиланд), начали выступать в рамках серии туров по Бостону, Нью-Йорку и Филадельфии. Для перевода их выступлений был приглашен сиамский переводчик[21]. В 1830-х годах Чанг и Энг получили гражданство США и поселились в Северной Каролине. Двое из их сыновей, родившихся от американских жен, впоследствии воевали на стороне Конфедерации во время Гражданской войны в США[22].

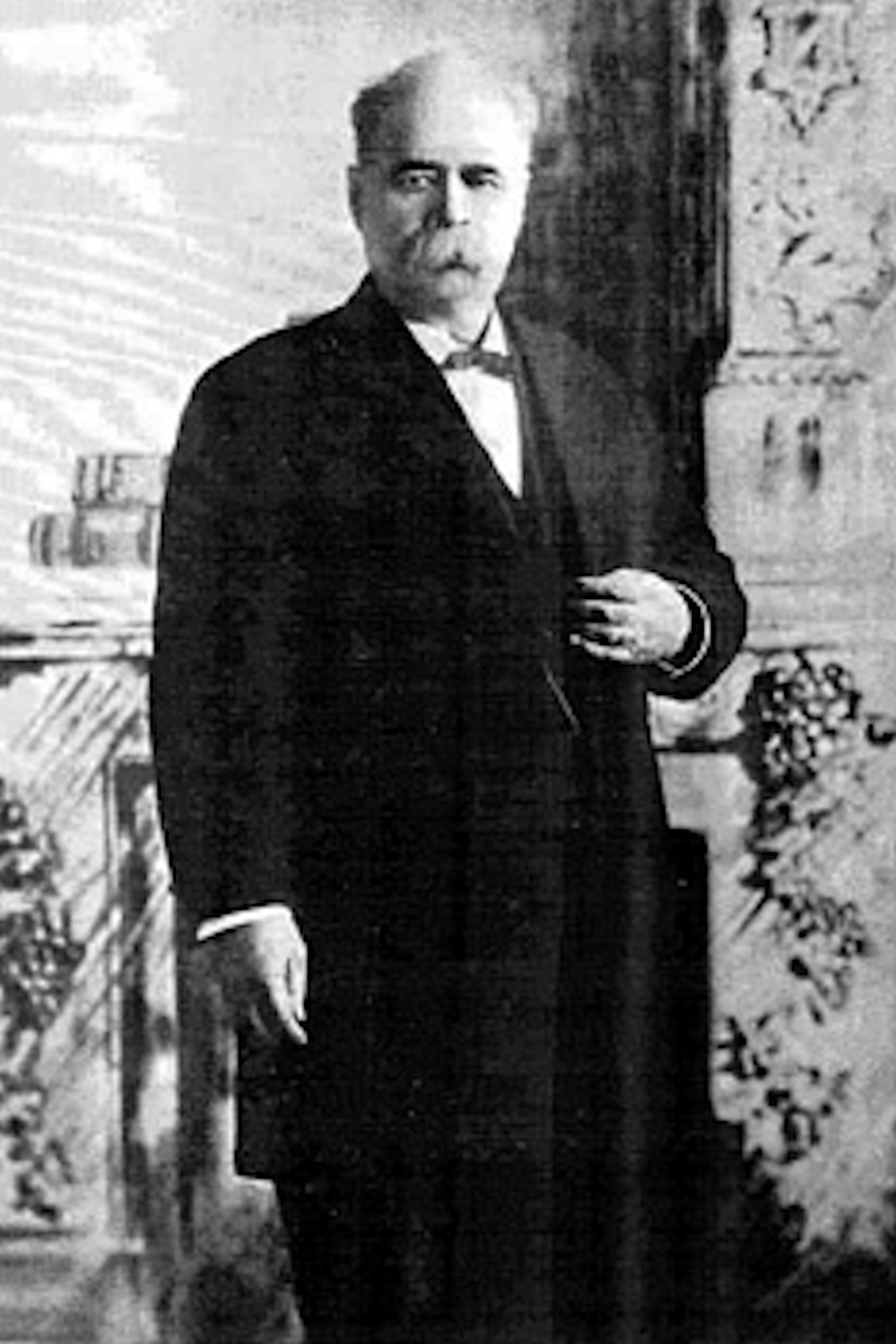
Чарльз Дж. Симонс, первый американец азиатского происхождения, награжденный медалью Почета за свои действия во время осады Питерсберга.

- Чарльз Дж. Симонс[англ.], первый американец азиатского происхождения, награжденный медалью Почета за свои действия во время осады Питерсберга.1835: Первое упоминание китайских рабочих на Гавайях американцем, которые, как отмечалось, выполняли эффективную, но изнурительную работу по сравнению с коренными гавайскими рабочими. В ответ на это американский предприниматель британского происхождения нанял первых оплачиваемых китайских рабочих на Гавайях и рекомендовал импортировать китайских рабочих в континентальные США[23].
- 1841: Капитан Уитфилд, командующий американским китобойным судном в Тихом океане, спас пятерых японских моряков, потерпевших кораблекрушение. Четверо из них сошли на берег в Гонолулу. Мандзиро Накахама[англ.] остался на борту и вернулся с Уитфилдом в Фэрхейвен, штат Массачусетс. После обучения в Новой Англии и принятия имени Джон Мандзиро, он впоследствии стал переводчиком для коммодора Мэтью Перри.
- 1848–1855: Первая массовая волна китайских иммигрантов в США была связана с добычей золота, включая такие штаты, как Калифорния, Северная Дакота и Южная Дакота[24]. Калифорнийская золотая лихорадка (1848–1855) — это период в истории США, когда было обнаружено наибольшее количество золота за всю историю. Первоначальное открытие золота в Америке в 1848 году привлекло множество иммигрантов, стремящихся воспользоваться возможностью и потенциальным богатством, которые сулила добыча золота[25]. Новости о золоте за океаном быстро распространились из Гонконга по китайским провинциям. К 1851 году 25 000 китайских иммигрантов покинули свои дома и переехали в Калифорнию, которую некоторые из них называли gam saan или «золотая гора»[26]. В 1852 году в Калифорнию мигрировало 20 000 американцев китайского происхождения, что увеличило общее число китайских иммигрантов до 67 000. В ответ на рост китайской иммиграции законодательное собрание Калифорнии ввело новый налог для иностранных горняков в размере 4 долларов в месяц[27].
- 1850: Семнадцать выживших после крушения японского судна были спасены американским грузовым судном. В 1852 году эта группа присоединилась к коммодору Мэтью Перри, чтобы помочь установить дипломатические отношения с Японией. Один из них, Джозеф Хэко (Хикозо Хамада), позже стал натурализованным гражданином США.
- 1854:
  - Дело «Народ против Холла[англ.]» (англ. People v. Hall) — решение Верховного суда Калифорнии, которое лишило китайских иммигрантов и американцев китайского происхождения права давать показания против белых граждан[28].
  - Юн Вин становится первым студентом-китайцем, окончившим американский университет (Йельский университет)[29].
- 1861–1865: В ходе Гражданской войны в США несколько десятков американцев азиатского происхождения записались в армию Союза и военно-морской флот Союза[30]. Меньшее число служило в вооружённых силах Конфедеративных Штатов Америки.
- 1861: Томас Лейк Харрис[англ.], утопический министр Братства Новой Жизни, посетил Англию, где встретился с Нагасавой Канае[англ.], который стал его последователем. Нагасава вернулся в США вместе с Харрисом и последовал за ним в Фонтенгроу, Санта-Роза, Калифорния. После того как Харрис покинул калифорнийскую коммуну, Нагасава стал её лидером и оставался там до своей смерти в 1932 году.
- 1862: Калифорния взимает налог в размере 2,50 долларов в месяц с каждого мужчины-китайца.
- 1865: Компания Central Pacific Railroad привлекает китайских рабочих для строительства трансконтинентальной железной дороги от Калифорнии до Юты. В суровых условиях, связанных с прокладкой пути через труднодоступные горные районы, многие рабочие погибают или получают травмы.
- 1869: 
  - Группа японцев основала Колонии чайных и шелководческих ферм Вакамацу[англ.] в Голд-Хилле, Калифорния.
  - Четырнадцатая поправка предоставляет полное гражданство каждому человеку, родившемуся в США, независимо от расы.
- 1877: Денис Кёрни организовал антикитайское движение в Сан-Франциско и основал Рабочую партию Калифорнии, утверждая, что китайские рабочие соглашались на более низкую заработную плату, худшие условия труда и более длинный рабочий день, чем были готовы терпеть белые рабочие.
- 1878: Китайцы были лишены права на получение гражданства путём натурализации.
- 1882: Принят Акт об исключении китайцев, который запрещал иммиграцию рабочих из Китая. Студентам и бизнесменам было разрешено въезжать в страну. Многие китайцы получали право на въезд, заявляя о своем американском происхождении[31].
- 1884: Филип Джейсон (урождённый Со Джэпхиль; кор. 서재필?, 徐載弼?), корейский активист движения за независимость Кореи и врач, который впоследствии стал первым корейцем, получившим гражданство США, прибыл в Соединённые Штаты.
- 1885: Бойня в Рок-Спрингсе, штат Вайоминг, привела к гибели 28 китайских горняков.
- 1887: Грабители убивают 34 шахтера-китайца[англ.] на Снейк-Ривер, штат Орегон.
- 1890: На Гавайях, которые тогда были независимым государством, сахарные плантации нанимали большое количество японцев, китайцев и филиппинцев. К 1898 году они составляли большинство населения.
- 1892: После истечения срока действия Акта об исключении китайцев в 1892 году Конгресс продлил его на 10 лет в форме Закона Гири[англ.]. Это продление, ставшее постоянным в 1902 году, добавило ограничения, требуя от каждого китайского жителя регистрации и получения свидетельства о проживании. Без такого свидетельства им грозила депортация[32].
- 1898:
  - Гавайи присоединяются к США в качестве территории. Большинство жителей — азиаты, и они получают полное гражданство США.
  - Филиппины присоединяются к США в качестве территории. Жители Филиппин становятся гражданами США, но не гражданами Филиппин.

### 20-й век

#### 1901–1940

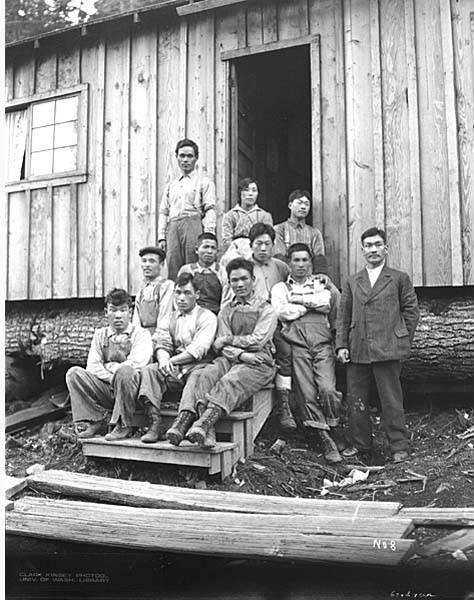
Американские лесорубы азиатского происхождения в заливе Клаллам, штат Вашингтон, около 1919 года

- 1902: Ёнэдзиро Ногути публикует «Американский дневник японской девушки».
- 1903: Ан Чханхо, под псевдонимом Досан, в 1903 году он основал Общество дружбы и Общество взаимопомощи.
- 1904: Ли Сын Ман приехал в США, чтобы получить степень бакалавра в Университете Джорджа Вашингтона и степень доктора философии в Принстонском университете. В 1910 году он вернулся в Корею и стал политическим активистом во время японской оккупации Кореи. Позже он стал первым президентом Южной Кореи.
- 1906: В 1906 году школьный совет Сан-Франциско принял решение о сегрегации японских студентов, однако под давлением президента Теодора Рузвельта и в ответ на протесты со стороны японского правительства, это решение было отменено.
- 1907: Джентльменское соглашение 1907 года между США и Японией, что Япония прекратит выдавать паспорта новым рабочим.
- 1910: Иммиграционный пункт на острове Энджел[англ.] в заливе Сан-Франциско служил главным пунктом приёма для 175 000 китайских и 60 000 японских иммигрантов в период с 1910 по 1940 годы.
- 1913: В Калифорнии введен запрет на покупку земли японскими иммигрантами (исей). Вместо этого земля приобретается на имя детей, родившихся в США (нисэй), которые являются гражданами страны.
- 1924: Закон об иммиграции 1924 года[англ.] (также известный как Закон об исключении азиатов) запретил большинство иммиграционных потоков из Азии. Квота для большинства азиатских стран была установлена на уровне нуля. Эта мера вызвала сильное возмущение в Японии.
- 1927: В печально известном деле «Лам против Райса[англ.]» (англ. Lum v. Rice) Верховный суд установил, что штаты имеют право классифицировать китайского студента как небелого для целей его сегрегации в государственных школах[33][34][35].
- 1930: Антифилипинский бунт[англ.]  произошел в Уотсонвилле, штат Калифорния[36].
- 1933: Филиппинцы не имели права на гражданство, за исключением случаев иммиграции. В деле «Ролдан против округа Лос-Анджелес[англ.]» (англ. Roldan v. Los Angeles County) было установлено, что существующие калифорнийские законы о запрете смешанных браков не препятствовали бракам между филиппинцами и белыми. Однако вскоре после этого штат принял поправки к закону, запрещающие такие браки[37][38].
- 1935: Закон Тайдингса — Макдаффи предоставляет Филиппинам статус «Содружества», что позволяет филиппинцам иммигрировать; независимость Филиппин запланирована на 1946 год.
- 1940: Брюс Ли родился 27 ноября в Китайском квартале Сан-Франциско, штат Калифорния.

#### 1941–1999
- 1941:

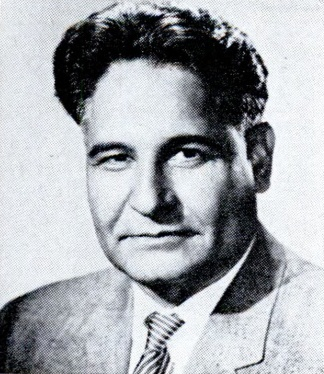
Далип Сингх Саунд, первый азиатский член Конгресса (1957–1963)

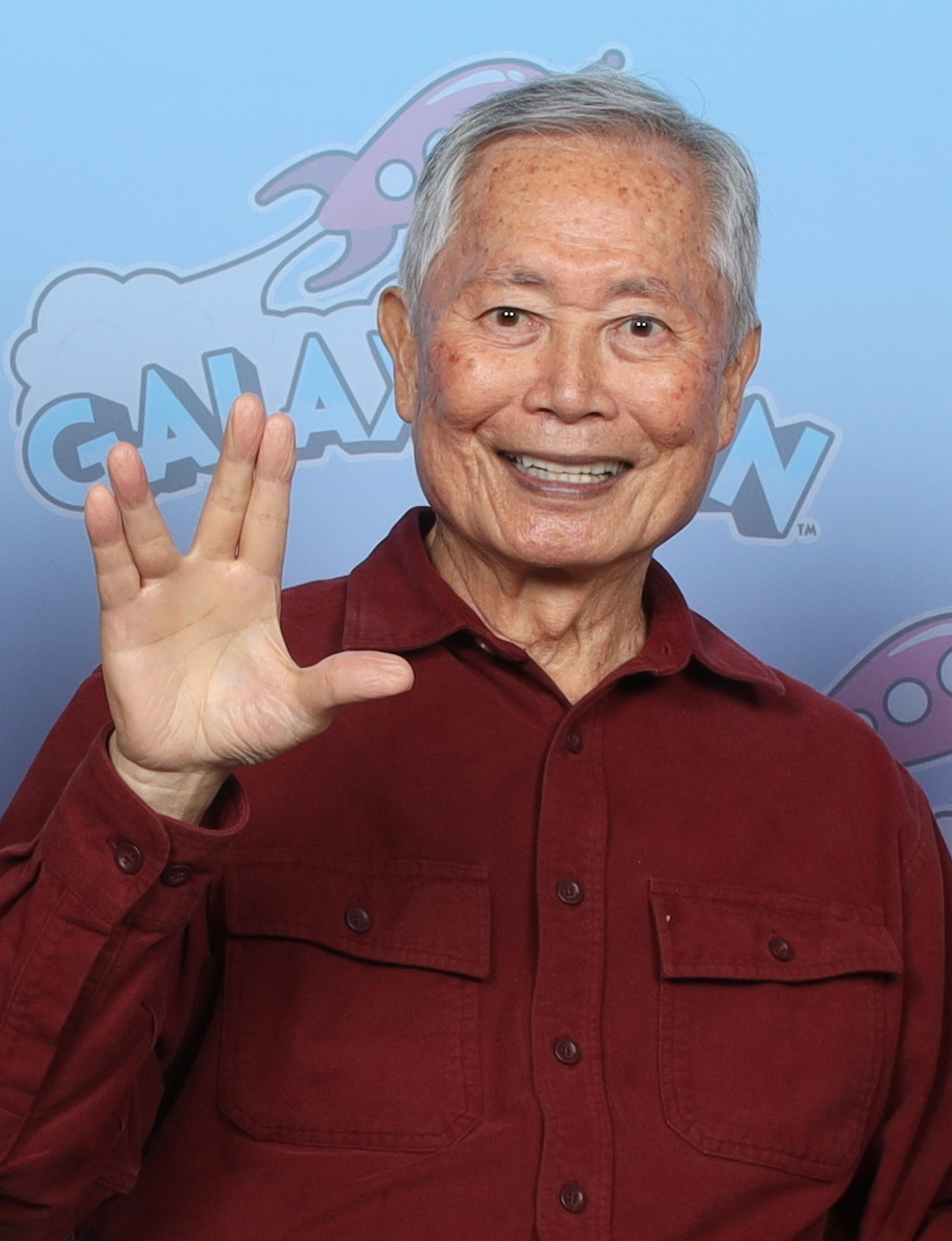
Джордж Такэй, наиболее известный по роли капитана Сулу в «Звёздном пути»

  - 7 декабря 1941 года японский флот атаковал Перл-Харбор. В ответ на это Федеральное бюро расследований (ФБР) арестовало лидеров прояпонских сообществ на Гавайях и на материковой части США.
  - Японская армия вторгается на Филиппины.
- 1941–1945: Движение сопротивления Филиппин, тесно сотрудничавшее с армией США, боролось с японскими захватчиками.
- 1942: 19 февраля президент Франклин Д. Рузвельт подписал Чрезвычайный указ № 9066, который предписывал интернировать американцев японского происхождения. В результате этой меры более 100 тысяч человек японского происхождения были перемещены с Западного побережья США. Аналогичные действия были предприняты в Канаде.
- 1943:
  - После того как Китай стал союзником США во время Второй мировой войны, Акт об исключении китайцев стал вызывать неловкость и был окончательно отменён в 1943 году Законом Магнусона[англ.]. Этот закон разрешил китайцам натурализоваться и установил ежегодную квоту в 105 иммигрантов[39].
  - Американские солдаты японского происхождения с Гавайев, входившие в 100-й батальон армии США, прибыли в Европу.
- 1944: 100-й батальон армии США объединяется с полностью добровольческим 442-м пехотным полком, состоящим из американцев японского происхождения.
- 1945: 442-й пехотный полк получил 18 143 награды, включая 9 486 наград «Пурпурное сердце», что сделало его самым награждённым подразделением в истории вооружённых сил Соединённых Штатов.
- 1946: Закон Люса-Селлера 1946 года предоставил возможность натурализации американцам филиппинского и индийского происхождения (включая современных пакистанцев и бангладешцев) и восстановил иммиграцию из Индии и Филиппин.
- 1947–1989: Сильный интерес Америки к Азии во время Холодной войны, особенно к Корее и Вьетнаму[40].

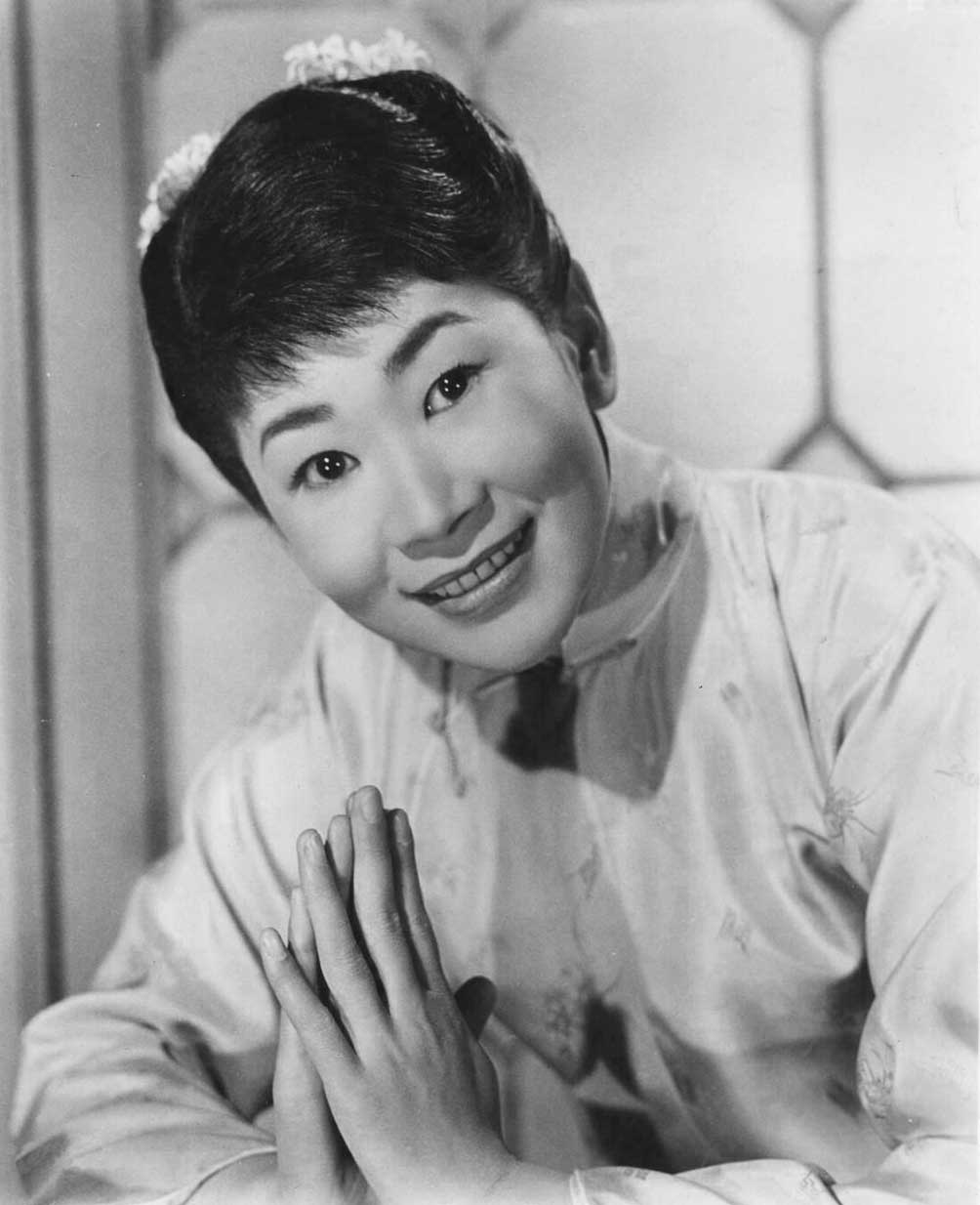
Миёси Умэки, первая азиатка выигравшая премию «Оскар» в актёрской категории за фильм «Сайонара» (1957).

- 1947: Ватару Мисака[англ.], американец японского происхождения, стал первым цветным игроком и первым американцем азиатского происхождения, а также первым неевропеоидным игроком, выступившим в Национальной баскетбольной ассоциации (НБА), которая тогда называлась Баскетбольной ассоциацией Америки (БАА)[41]. Таким образом, он стал человеком, преодолевшим цветовой барьер в профессиональном баскетболе в тот же год, когда бейсболист Джеки Робинсон преодолел цветовой барьер в бейсболе.
- 1948: Виктория Дрейвс и Сэмуэл Ли стали первыми американцами азиатского происхождения, завоевавшими золотую олимпийскую медаль для США[42][43].
- 1951: «Галерея мадам Лю-Цзун[англ.]» — первый американский телевизионный сериал с актрисой азиатского происхождения в главной роли. Он был запущен на ныне несуществующей телевизионной сети DuMont[44]. Главную роль исполнила Анна Мэй Вонг, первая женщина-азиатка и первая американка китайского происхождения, ставшая кинозвездой.
- 1952: Закон об иммиграции и гражданстве 1952 года[англ.] аннулирует все федеральные законы[45], ограничивающие иммиграцию азиатов, и предоставляет возможность натурализации для всех азиатов[46].
- 1956: Далип Сингх Саунд[англ.] — сикх из Калифорнии становится первым азиатом, избранным в Конгресс.Миёси Умэки, первая азиатка выигравшая премию «Оскар» в актёрской категории за фильм «Сайонара» (1957).
- 1957: Джеймс Канно[англ.], американец японского происхождения, избран мэром города Фаунтин-Вэлли, штат Калифорния[47].
- 1962: 
  - Роман Габриэль[англ.] — профессиональный игрок в американский футбол, первый американец азиатского происхождения, начавший играть на позиции квотербека в Национальной футбольной лиге (НФЛ).
  - Дэниел Иноуэ с Гаваев избран в Сенат США; он переизбирался в 1968, 1974, 1980, 1986, 1992, 1998, 2004 и 2010 годах.
  - Винг Люк[англ.] становится первым американцем азиатского происхождения, занявшим выборную должность (член городского совета Сиэтла) в штате Вашингтон.
- 1963: The Rocky Fellers[англ.] — американо-филиппинский бой-бэнд стал первой азиатской группой, попавшей в Billboard 100. Песня «Killer Joe» заняла 16-е место в Billboard Hot 100 в апреле 1963 года и 1-е место в Нью-Йорке и Лос-Анджелесе, штат Калифорния[48].
- 1964:
  - Грейс Ли Боггс[англ.] (1915–2015) — американский автор и общественный деятель, встречалась с Малкольмом Иксом и безуспешно пыталась убедить его баллотироваться в Сенат США.
  - Сенатор Гавайев Хирам Фонг стал первым американцем азиатского происхождения, выдвинувшим свою кандидатуру на пост президента США в качестве фаворита на предварительных выборах в своём штате. Также он стал первым представителем Гавайев, баллотировавшимся на пост президента, и повторно выдвинул свою кандидатуру в 1968 году.
- 1965:
  - Юри Кочияма[англ.], активистка по правам человека и давняя подруга Малкольма Икса, 21 февраля, в день убийства Икса[англ.], в зале Одубон в Вашингтон-Хайтс, подбежала к нему после выстрелом и держала его на руках, пока он умирал.
  - Пэтси Минк[англ.] c Гавайев стала первой цветной женщиной, избранной в Конгресс США.
  - Джон Винг — первый мэр-китаец в штате Миссисипи. Он занимал пост мэра Джонстауна, штат Миссисипи, до 1973 года[49].
  - Лак Винг занимал пост мэра города Следж, штат Миссисипи, в течение четырёх сроков. Население города составляет около 600 человек. Винг сыграл значительную роль в изменении опыта китайских американцев в дельте Миссисипи[50].
  - Группа преимущественно филиппинских сельскохозяйственных рабочих объявила забастовку против производителей столового винограда в Калифорнии. Эта забастовка, известная как знаменитая Виноградная забастовка Делано[англ.], была возглавлена известными американскими активистами филиппинского происхождения и организаторами труда Филипом Верой Крусом[англ.] и Ларри Итлионгом[англ.].
- 1968: Серия забастовок, организованных Фронтом освобождения Третьего мира[англ.] — группой студентов из числа этнических меньшинств в Университете штата Сан-Франциско и Калифорнийском университете в Беркли, привела к созданию Колледжа этнических исследований и началу развития дисциплины «Азиатско-американские исследования», которая вскоре распространилась по всей стране.
- 1970–1980-е: Американцы азиатского происхождения создали свой уникальный жанр джаза и инициировали музыкальное движение, основанное на нем.
- 1971: Норман Минета избран мэром Сан-Хосе, штат Калифорния; становится первым мэром азиатского происхождения в крупном городе США; Герберт Чой[англ.] номинирован на должность судьи Верховного суда.
- 1972: Пэтси Минк стала соавтором и спонсором поправки к Разделу IX Закона о высшем образовании, которая была эффективно принята 23 июня. Эта поправка запрещала дискриминацию по признаку пола в системе образования США и других учреждениях, финансируемых из федерального бюджета. В том же году Минк стала первой американкой азиатского происхождения, баллотировавшейся на пост президента США, участвуя в предварительных выборах Демократической партии в штате Орегон.
- 1973:
  - Руби Чоу[англ.] стала первой американкой азиатского происхождения, избранной в Совет округа Кинг в штате Вашингтон.
  - Альбом A Grain of Sand: Music for the Struggle by Asians in America выпущен в поддержку движения американцев азиатского происхождения[англ.] и других инициатив по защите гражданских прав. Этот альбом считается одним из первых официально записанных альбомов, созданных музыкантами азиатского происхождения.
- 1974: 
  - Джордж Ариёши избран губернатором Гавайев.
  - Эдуардо Малапит[англ.] избран мэром Кауаи, став первым мэром филиппинского происхождения в США[51].
- 1976: С. И. Хаякава[англ.] (Калифорния) и Спарк Мацунага (Гавайи) избраны сенаторами США.
- 1977–1978: В июне 1977 года представители Фрэнк Хортон (штат Нью-Йорк) и Норман Минета (штат Калифорния) внесли в Палату представителей США резолюцию, предлагающую объявить первые десять дней мая Неделей азиатско-тихоокеанского наследия[52][53][54]. Месяц спустя сенаторы Дэниел Иноуэ и Спарк Мацунага внесли аналогичный законопроект в Сенат[52]. Президент Джимми Картер подписал совместную резолюцию о проведении этого праздника 5 октября 1978 года[52].
- 1978: Эллисон Онидзука стал первым американцем астронавтом азиатского происхождения.
- 1980–наст. время: Американцы азиатского происхождения добились значительных успехов в качестве студентов и преподавателей в системе высшего образования, особенно в Калифорнии. В последнее время активно обсуждаются вопросы дискриминации высокоуспевающих азиатов[55].
- 1980: Конгресс США создал Комиссию по переселению и интернированию гражданских лиц в военное время для расследования интернирования японских американцев. В 1983 году комиссия пришла к выводу, что интернирование не было необходимо для обеспечения национальной безопасности.
- 1982: Винсент Чин, американец китайского происхождения, был убит в Хайленд-Парке, штат Мичиган, недалеко от Детройта. Его убийство стало символом для сообщества американцев азиатского происхождения. Преступление часто рассматривается как начало общеэтнического движения американцев азиатского происхождения.
- 1988: Президент Рональд Рейган подписал Закон о гражданских правах 1988 года[англ.], в котором извинился за интернирование американцев японского происхождения и предоставил каждому пострадавшему компенсацию в размере 20 000 долларов.
- 1989: Майкл Чанг стал первым американцем китайского происхождения, выигравшим Открытый чемпионат Франции по теннису, и в 1996 году достиг высшего в своей карьере рейтинга — №2 в мировом теннисе.
- 1990: Джордж У. Буш подписал закон, принятый Конгрессом, о продлении Недели азиатско-американского наследия до месяца[56][57][58]. Два года спустя, в мае, был официально установлен Национальный месяц азиатско-тихоокеанского наследия[59][60][61][62].
- 1992: 
  - Юджин Чанг[англ.] — бывший игрок в американский футбол, игравший на позиции линейного нападения в Национальной футбольной лиге с 1992 по 1997 год.
  - Май был официально объявлен Месяцем азиатско-американского наследия[59][60][61][62].
  - Хэ Джон Ким[англ.] избран епископом Объединённой методистской церкви; Паулл Шин[англ.] избран в сенат штата Вашингтон; Джей Ким[англ.] стал первым американцем корейского происхождения, избранным в Конгресс (округ Калифорния-41); Лос-анджелесский бунт 1992 года.
- 1993: Бобби Скотт[англ.] избран в Конгресс от 3-го избирательного округа штата Вирджиния. Скотт — афроамериканец филиппинского происхождения и первый член Конгресса США филиппинского происхождения[63].
- 1994: Бен Кайетано избран губернатором штата Гавайи, став первым американцем филиппинского происхождения, занявшим этот пост.
- 1996: Гэри Локк был избран губернатором штата Вашингтон. Когда он был избран в 1995 году, Локк стал первым — и на сегодняшний день единственным — американцем китайского происхождения, занявшим пост губернатора штата и проработавшим на нём два срока.
- 1999:
  - Генерал Эрик Шинсеки становится первым американским военачальником азиатского происхождения на посту начальника штаба армии США.
  - Дэвид Ву избран конгрессменом от 1-го округа штата Орегон.

### 21-й век
- 2000:
  - Норман Минета — американский политик, демократ. В 2000 году президент Билл Клинтон назначил его министром торговли США, а в 2001 году — министром транспорта, где он проработал до 2006 года. Минета стал первым американцев азиатского происхождения, вошедшим в кабинет министров США.
  - Анджела Перес Баракио[англ.] стала первой американкой азиатского происхождения, первой американкой филиппинского происхождения и первой учительницей, когда-либо удостоенной титула «Мисс Америка».

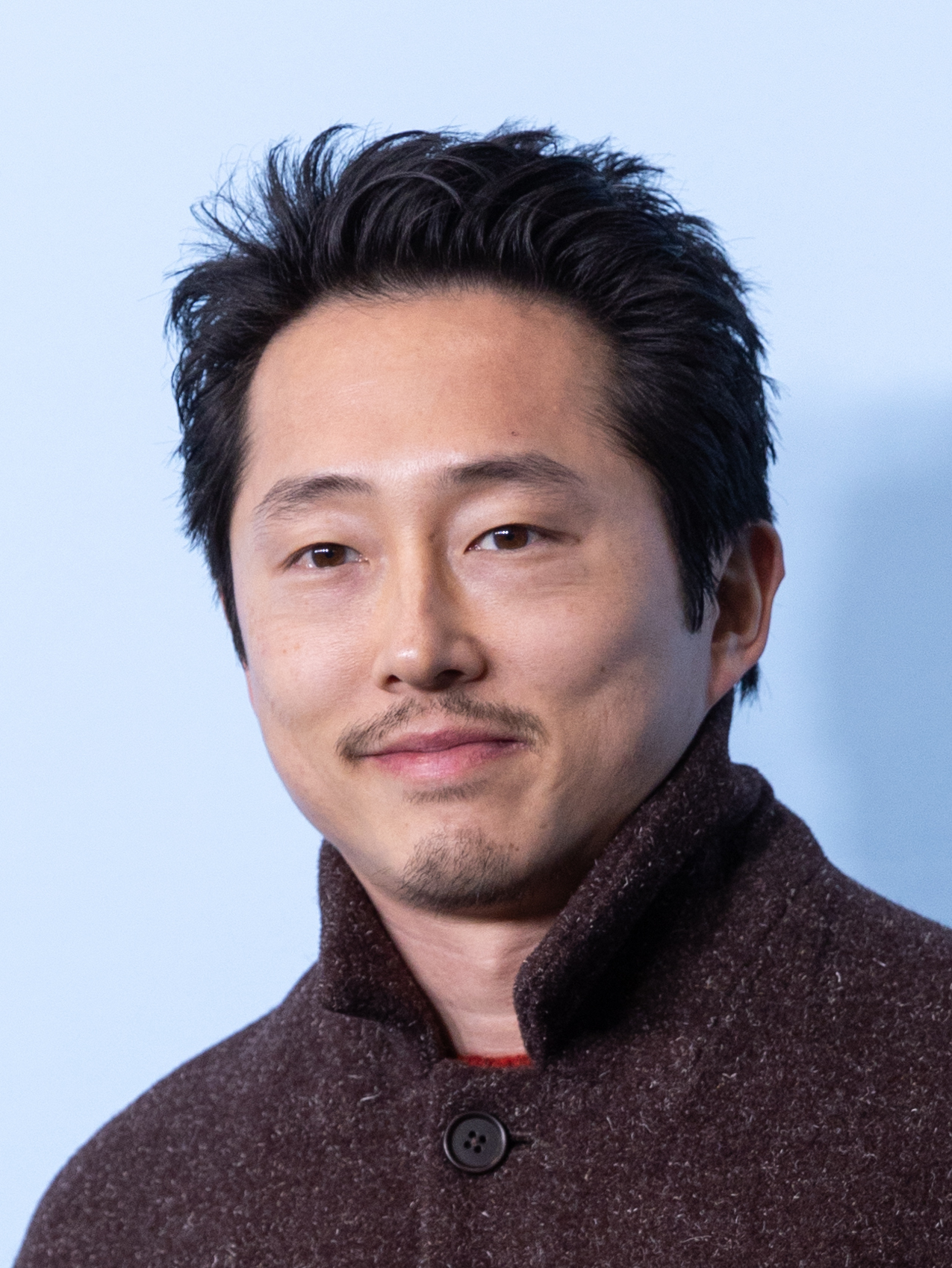
Стивен Ён, первый актёр восточноазиатского происхождения, номинированный на премию «Оскар» в категории «Лучшая мужская роль» за фильм «Минари» (2020).

- 2001: Элейн Чао была назначена президентом Джорджем Бушем-младшим на должность министра труда США и занимала её до 2009 года. Она стала первой женщиной азиатского происхождения, вошедшей в кабинет министров США.
- 2002: Менее чем через месяц после смерти конгрессвумен Патси Минк, Конгресс принял резолюцию о переименовании Раздела IX в «Закон Патси Такемото Минк о равных возможностях в образовании».
- 2003: Игнатий Ч. Ванг[англ.] — американский епископ Римско-католической церкви. С 2002 по 2009 год он служил вспомогательным епископом Архиепископии Сан-Франциско.
- 2008: 
  - Кунг Ле — первый американец азиатского происхождения, завоевавший титул чемпиона в тяжёлом весе, победив Фрэнка Шемрока техническим нокаутом в Strikeforce.
  - Брюс Рейес-Чоу[англ.] — филиппинец в третьем поколении и американец китайского происхождения, был избран модератором 2-миллионной Пресвитерианской церкви[64]
  - Тим Линсекам — стартовый питчер «Сан-Франциско Джайентс» выбран в качестве участника Матча всех звёзд Главной лиги бейсбола. Линсекум, наполовину филиппинец, также получил награду Сая Янга как самый успешный питчер Национальной лиги в 2008 году. Линсекум — первый американец азиатского происхождения, получивший награду Сая Янга. Линсекум также получил награду Сая Янга в 2009 году и привёл «Джайентс» к победе в Мировой серии в 2010 году.
- 2009: 
  - Стивен Чу, солауреат Нобелевской премии по физике 1997 года, вступил в должность министра энергетики США. Он стал первым человеком, назначенным в кабинет министров США после получения Нобелевской премии[65]. Чу также является вторым американцем китайского происхождения, вошедшим в состав кабинета министров США (после Элейн Чао)[66].
  - Джозеф Гао — первый американец вьетнамского происхождения и первый человек, родившийся во Вьетнаме, избранный в Палату представителей США. Представлял 2-й избирательный округ штата Луизиана от Республиканской партии. В 2010 году не был переизбран.
  - Джуди Чу[англ.] — первая американка китайского происхождения, избранная в Конгресс США[67].
  - Гэри Локк назначен президентом Обамой министром торговли.
  - Доктор Джим Ён Ким назначен президентом Дартмутского колледжа, став первым американцем азиатского  происхождения, возглавившим учебное заведение Лиги плюща.Сундар Пичаи, генеральный директор Google
- 2010:

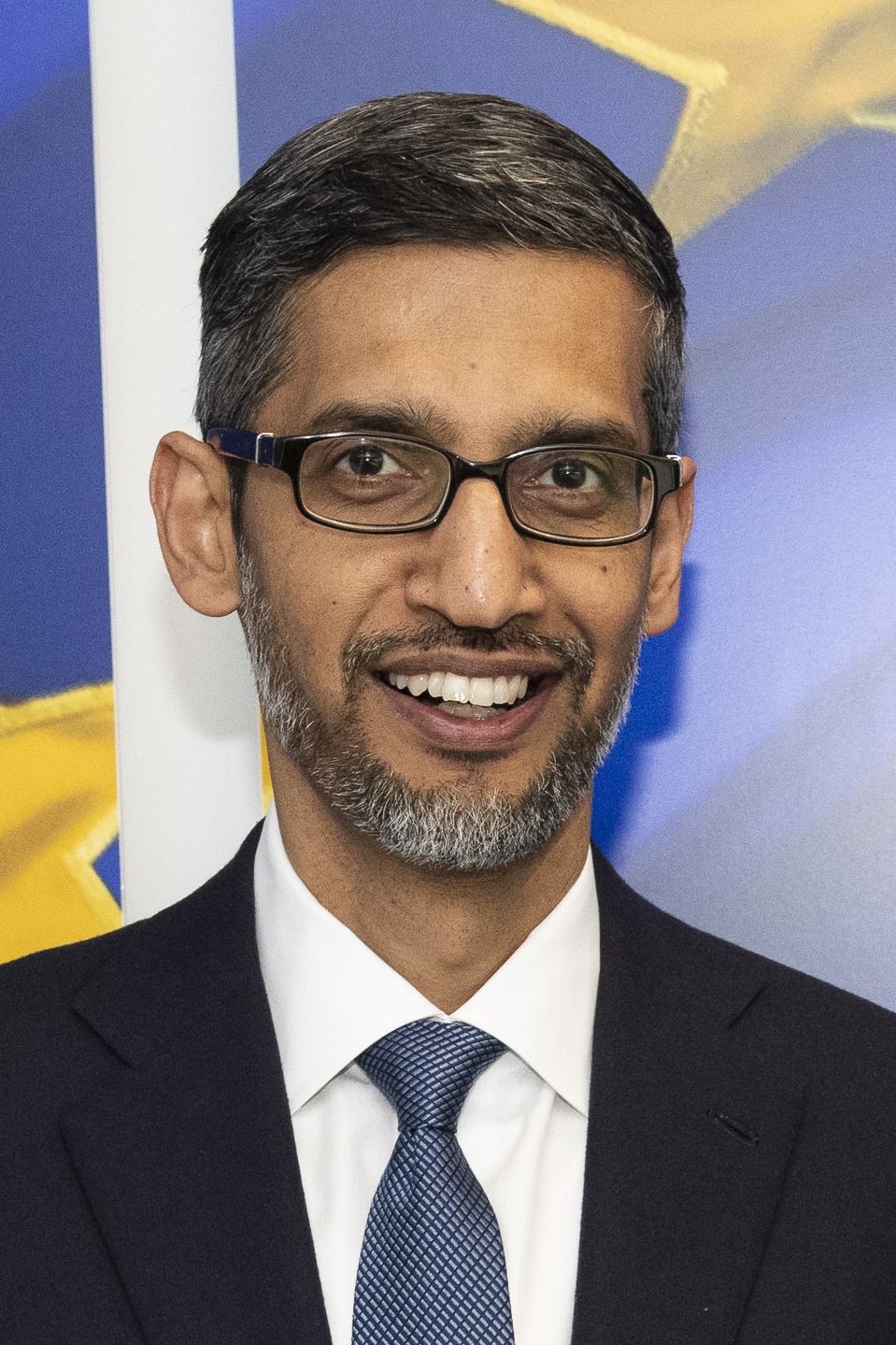
Сундар Пичаи, генеральный директор Google

  - Иммиграция из Азии превзошла иммиграцию из Латинской Америки[68]. Многие из этих иммигрантов привлекаются американскими компаниями с кампусов университетов Индии, Китая и Южной Кореи[69].
  - Дэниел Иноуэ приведён к присяге в качестве Временного президента Сената США, что делает его одним из самых высокопоставленных политиков азиатского происхождения в истории.
  - Far East Movement — вторая американская группа азиатского происхождения, занявшая первое место в Billboard 100, уступая только The Rocky Fellers с песней «Like a G6». Песня занимала первое место в течение двух недель в ноябре 2010 года.
  - Джереми Лин — первый американец тайваньского происхождения, ставший игроком НБА. Лин был выдающимся баскетболистом Гарвардского университета и показал отличные результаты на предсезонных сборах НБА. В настоящее время он играет за команду «Санта-Круз Уорриорз» в Джи-Лиге НБА.
  - Джин Куан[англ.] избрана мэром Окленда, штат Калифорния. Она стала первой американкой азиатского происхождения, избранной мэром крупного города в США. Куан также является первой американкой азиатского происхождения на посту мэра Окленда[70].
  - Эдвин Ма Ли назначен мэром Сан-Франциско, штат Калифорния[70].
  - Эдвард Ванг[англ.] стал первым чистокровным китайским игроком, которого выбрали на драфте и который играл в НФЛ.Камала Харрис, первый вице-президент США азиатского происхождения

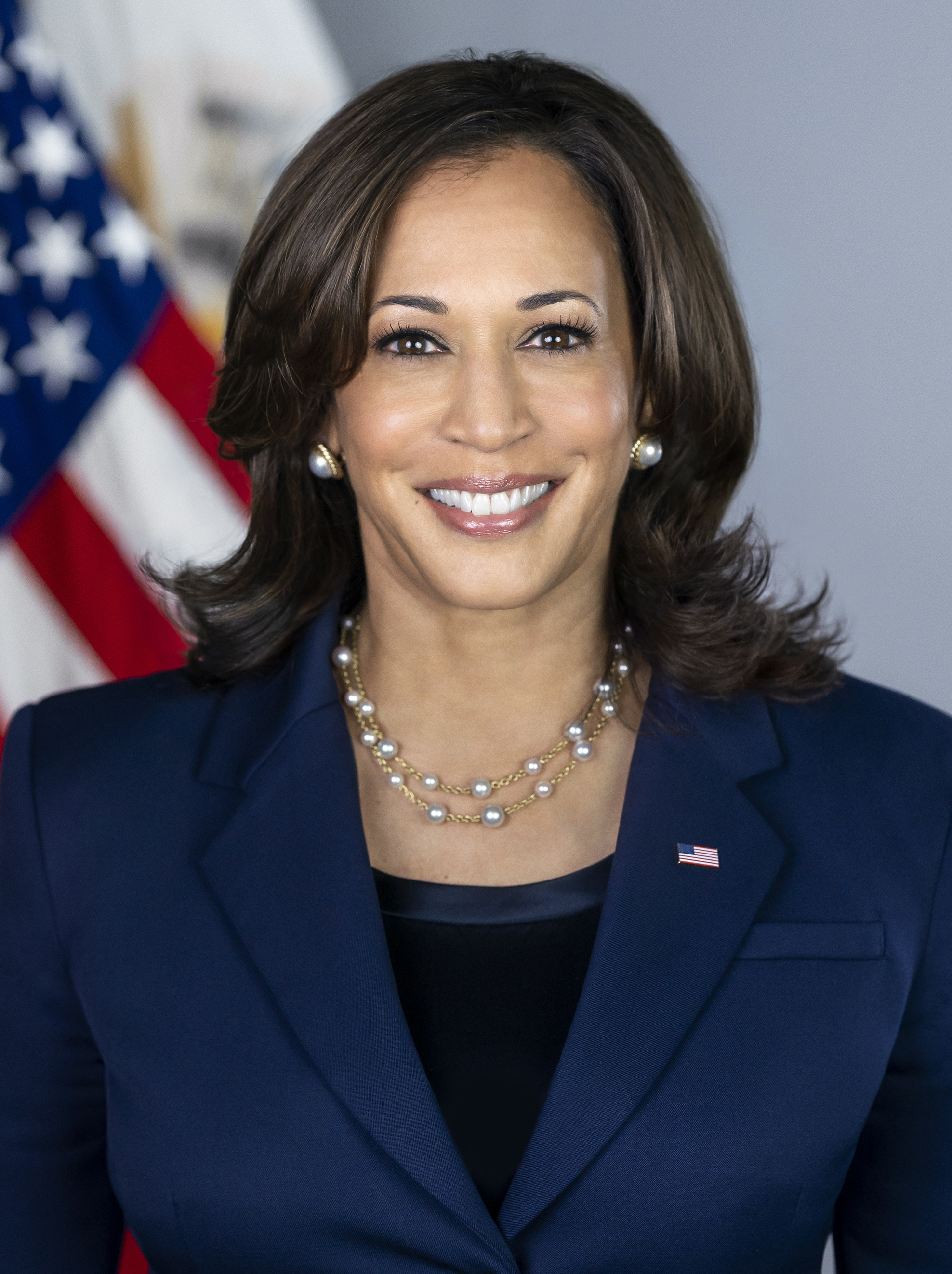
Камала Харрис, первый вице-президент США азиатского происхождения

- 2011: Гэри Локк стал послом США в КНР[71].
- 2013: Нина Давулури стала второй американкой азиатского происхождения и первой американкой индийского происхождения, получившей корону «Мисс Америка». Она стала второй американкой азиатского происхождения после Анджелы Перес Баракио в 2000 году.
- 2015: Бобби Джиндал, губернатор Луизианы (с 2008 года по настоящее время), становится первым американцем индийского происхождения, баллотирующимся на пост президента Соединённых Штатов, и первым американцем азиатского происхождения, который проводит общенациональную кампанию по выдвижению своей кандидатуры на пост президента США.
- 2016:
  - Камала Харрис была избрана в Сенат США от штата Калифорния и стала первой американкой индийского происхождения, занявшей пост сенатора США.
  - Избранный президент США Дональд Трамп объявил о намерении выдвинуть Никки Хейли на должность постоянного представителя США при Организации Объединённых Наций. Хейли была утверждена в этой должности 20 января 2017 года и стала первой американкой азиатского и индийского происхождения, занявшей пост постоянного представителя США при ООН.
- Стивен Ён, первый актёр восточноазиатского происхождения, номинированный на премию «Оскар» в категории «Лучшая мужская роль» за фильм «Минари» (2020).2017:
  - Элейн Чао была назначена президентом Дональдом Трампом на должность министра транспорта США.
  - Саймон Там выиграл единогласное решение Верховного суда по делу Matal v. Tam, получив право зарегистрировать товарный знак The Slants.
- 2018: Ноэль Франсиско был назначен президентом Дональдом Трампом на должность генерального солиситора США.
- 2019: Камала Харрис становится первой американкой индийского происхождения, проводившей предвыборную кампанию в США.
- 2021: 
  - Камала Харрис приведена к присяге в качестве первого вице-президента США из числа американцев индийского происхождения, афроамериканцев и женщин[72][73].
  - Месяц наследия американцев азиатского происхождения и жителей островов Тихого океана был официально переименован в Месяц наследия американцев азиатского происхождения, коренных гавайцев и жителей островов Тихого океана[74].
- 2024: Никки Хейли стала первой американкой азиатского происхождения в истории США, выигравшей республиканские первичные выборы. Она одержала победу на первичных выборах в округе Колумбия 3 марта[75].
- 2025: Уша Вэнс становится первой американкой азиатского происхождения, занявшей должность второй леди США[76][77][78][79].